# Tröbelsberg, Greifenburg
Tröbelsberg je naselje v Občini Greifenburg v Okraju Špital ob Dravi  na Koroškem v Avstriji.